# Deadlock (banda)
Deadlock é uma banda alemã de death metal melódico formada em 1997 na cidade de Schwarzenfeld, Baviera.

## História
Formada em 1997 como uma banda de death metal, eles lançaram o single “Deadlock” em 1999. Depois disso veio o EP “I’l Wake You, When Spring Awakes” no ano 2000. Em 2002 lançaram seu primeiro álbum, “The Arrival”. O álbum apresenta os teclados e conta com a participação de Sabine Weniger nos vocais limpos. O segundo álbum, “Earth Revolt” apresenta Sabine, desta vez fixa nos vocais limpos.
Seu terceiro álbum, “Wolves”, foi lançado em 2007, com batidas de techno. A faixa “Code of Honor” veio a ser o primeiro videoclipe. Lançaram a turnê  do álbum “Wolves” na Europa ao lado de Neaera e Maintain.
“Manifesto”, seu último álbum, foi lançado em novembro de 2008. A música “Dying Breed” apresenta os vocais limpos do vocalista Christian Älvestam da banda Scar Symmetry, e a música “Fire at Will” tem um solo de saxofone. Está incluído no álbum também um cover da banda The Sisters of Mercy, “Temple of Love”.Para promover o álbum, lançaram uma música a cada dia no MySpace até a data do seu lançamento.
No dia 12 de dezembro de 2008, por meio de um boletim no MySpace, anunciaram que Thomas Huschka (baixista), havia deixado a banda declarando haver divergências musicais e pessoais. E em 7 de maio do ano seguinte, anunciaram John Gahlert como o novo baixista da banda.

## Estilo musical
Deadlock tem incorporado, o som do death metal melódico com alguns aspectos do melodic metalcore tal como muitas outras bandas como Sonic Syndicate e Killswitch Engage. O que torna o Deadlock diferente é sua combinação do vocal gutural do vocalista Johannes Prem, e o vocal limpo de Sabine Weniger. Também pode se notar trechos techno comumente usados nas introduções, onde depois o ‘metal’ corta totalmente as batidas de techno.

## Membros

### Membros atuais
- Johannes Prem – vocal gutural
- Sebastian Reichl – guitarra
- Gert Rymen – guitarra
- Margie Gerlitz – vocais limpos
- John Gahlert – baixo

### Ex-membros
- Thomas Huschka – baixo
- Sabine Weniger -vocais limpos
- Tobias Graf – bateria

## Discografia

### Álbuns
- Deadlock (1999)
- I`ll Wake You, When Spring Awakes (2000)
- The Arrival (2002)
- Deadlock vs. Six Reasons To Kill (2003)
- Earth.Revolt (2005)
- Wolves (2007)
- Manifesto (2008)
- Bizarro World (2011)
- The Arsonist (2013)
- Hybris (2016)

### Outros
- Deadlock (álbum) – (1999, EP)
- I`ll Wake You, When Spring Awakes – (2000, EP)
- Deadlock/Six Reasons to Kill – (2003 Álbum split)